# Wahlen in Nigeria 2003
In den Wahlen in Nigeria im April 2003 wurden nacheinander die Mitglieder des nigerianischen Parlaments, der Präsident und die Gouverneure der 36 Bundesstaaten gewählt. Die meisten Stimmen erhielt die People’s Democratic Party, als Präsident wurde Olusegun Obasanjo wiedergewählt.
Im Jahr 2003 hatte Nigeria eine Bevölkerung von 122.790.463 Personen, von denen 60.823.022 als Wähler registriert wurden.

## Hintergrund
Erstmals seit 15 Jahren wurden in Nigeria von einer zivilen Regierung Neuwahlen organisiert. Olusegun Obasanjo war seit 1999 ziviler Präsident. Obwohl er und seine Partei die klaren Favoriten waren, wurde ihm vorgeworfen, die Wahl manipuliert zu haben. Bei Unruhen am 12. April wurden 12 Menschen getötet.

### Wahlbetrug
Sieben Millionen Wähler hatten sich mehrfach registrieren lassen. Die Polizei in Lagos deckte einen Wahlbetrug auf, bei dem ein unbekannter Mann fünf Millionen gefälschte Wahlscheine drucken ließ.
Internationale Wahlbeobachter, darunter auch die der EU, stellten vielfältige Unregelmäßigkeiten in 11 der 36 Bundesstaaten fest. So seien in vielen Fällen Wahlurnen mit vorbereiteten Stimmzetteln gefüllt oder Resultate nachträglich abgeändert worden. In einigen Bundesstaaten seien die Mindeststandards für demokratische Wahlen nicht erfüllt gewesen, schrieben sie in einem Communiqué, das die EU in Abuja veröffentlichte.
Fast alle Oppositionsparteien erklärten, sie würden das Ergebnis der Parlamentswahl nicht anerkennen. Die Wahlkommission, die einen Wahlbetrug abstritt, teilte beispielsweise mit, dass in der Stadt Warri im Nigerdelta von 135.739 Wählern 133.529 für die Parlamentswahl ihre Stimme abgegeben hätten. Wahlbeobachter berichteten allerdings, dass bis zum Samstagsnachmittag keine Wahlen stattgefunden hätten und nur einige Wahllokale geöffnet gewesen seien. Auch die im Vergleich zu anderen Ländern sehr lange Auszählungszeit deutete laut Wahlbeobachtern auf möglichen Wahlbetrug hin.

## Parlamentswahlen
Die Parlamentswahlen, in denen die Mitglieder des Senats und des Repräsentantenhauses gewählt wurden, fanden am 12. April 2003 statt. Rund 3.000 Personen kandidierten für die 360 Sitze im Repräsentantenhaus und die 109 Sitze im Senat. Die Wahlbeteiligung lag bei 49,3 bzw. 50,0 Prozent.
| Partei                                 | Senat      | Senat   | Senat | Repräsentantenhaus | Repräsentantenhaus | Repräsentantenhaus |
| Partei                                 | Stimmen    | Prozent | Sitze | Stimmen            | Prozent            | Sitze              |
| -------------------------------------- | ---------- | ------- | ----- | ------------------ | ------------------ | ------------------ |
| People’s Democratic Party (PDP)        | 15.585.538 | 53,69   | 76    | 15.927.807         | 54,49              | 223                |
| All Nigeria People’s Party (ANPP)      | 8.091.783  | 27,87   | 27    | 8.021.531          | 27,44              | 96                 |
| Alliance for Democracy (AD)            | 2.828.082  | 9,74    | 6     | 2.711.972          | 9,28               | 34                 |
| United Nigeria People’s Party (UNPP)   | 789.705    | 2,72    | –     | 803.432            | 2,75               | 2                  |
| National Democratic Party (NDP)        | 459.462    | 1,58    | –     | 561.161            | 1,92               | 1                  |
| All Progressives Grand Alliance (APGA) | 429.073    | 1,48    | –     | 397.147            | 1,36               | 2                  |
| People’s Redemption Party (PRP)        | 204.929    | 0,71    | –     | 222.938            | 0,76               | 1                  |
| Weitere                                | 641.535    | 2,21    | –     | 587.082            | 2,01               | –                  |
| Gesamt                                 | 29.995.171 | 100     | 109   | 30.386.270         | 100                | 360                |

## Präsidentschaftswahlen
Am 19. April 2003 wurden der Präsident und die Gouverneure der 36 Bundesstaaten gewählt. Für das Amt des Präsidenten kandidierten 20 Personen. Die Wahlkommission INEC verlangte, dass der Wahlsieger in zwei Drittel der 774 Local Government Areas 25 Prozent hatte, um zu verhindern, dass der Präsident nur eine Region oder Ethnie vertrat. Die Wahlbeteiligung lag bei 69,1 Prozent.
Der Favorit war Olusegun Obasanjo. Ihm wurde vorgeworfen, in seiner ersten Amtszeit entgegen seinen Wahlversprechen zu wenig gegen Korruption, Kriminalität und die Armut in Nigeria getan zu haben. Positiv bewertet wurde jedoch sein Engagement auf seinen zahlreichen Reisen, Nigerias negative Image im Ausland aus der Zeit der Militärdiktaturen weitgehend zu beseitigen. Obasanjo ist christlicher Yoruba und wurde auch von der AD unterstützt.
Sein Kontrahent mit den meisten Chancen, Muhammadu Buhari, ist ein Muslim aus Katsina im muslimischen Norden. Er befürwortet die Scharia und propagierte deren Ausdehnung auf das ganze Land. Von diesen Äußerungen distanzierte er sich, seit ihn die ANPP zum Präsidentschaftskandidaten gewählt hat. Chukwuemeka Odumegwu schließlich wurde bekannt, als er in den 1960er Jahren den Biafra-Unabhängigkeitskampf angeführt hatte. Er wurde fast nur von den Igbo gewählt, deren Interessen er vertritt.
Folgende Tabelle zeigt das Ergebnis der ersten drei Kandidaten:
| Kandidat             | Partei                                 | Stimmen    | Prozent |
| -------------------- | -------------------------------------- | ---------- | ------- |
| Olusegun Obasanjo    | People’s Democratic Party (PDP)        | 24.456.140 | 61.94   |
| Muhammadu Buhari     | All Nigeria People’s Party (ANPP)      | 12.710.022 | 32.19   |
| Chukwuemeka Odumegwu | All Progressives Grand Alliance (APGA) | 1.297.445  | 3.29    |